# Leptophryne borbonica
Espèce
Synonymes
- Hylaplesia borbonica Tschudi, 1838
- Bufo jerboa Boulenger, 1890
- Nectophryne sumatrana Van Kampen, 1910

Statut de conservation UICN

 LC  : Préoccupation mineure
Leptophryne borbonica est une espèce d'amphibiens de la famille des Bufonidae.

## Répartition
Cette espèce se rencontre du niveau de la mer à 1 200 m d'altitude :
- en Thaïlande péninsulaire ;
- en Malaisie péninsulaire et orientale ;
- en Indonésie au Kalimantan, à Sumatra et à Java.

Sa présence est incertaine au Brunei.

## Description
Les mâles mesurent de 20 à 30 mm et les femelles de 25 à 40 mm.

## Publication originale
- Tschudi, 1838 : Classification der Batrachier, mit Berucksichtigung der fossilen Thiere dieser Abtheilung der Reptilien, p. 1-99 (texte intégral).